# Lisa Kögeböhn
Lisa Kögeböhn (* 1984 in Eckernförde) ist eine deutsche Literaturübersetzerin, die aus dem Englischen übersetzt.

## Leben

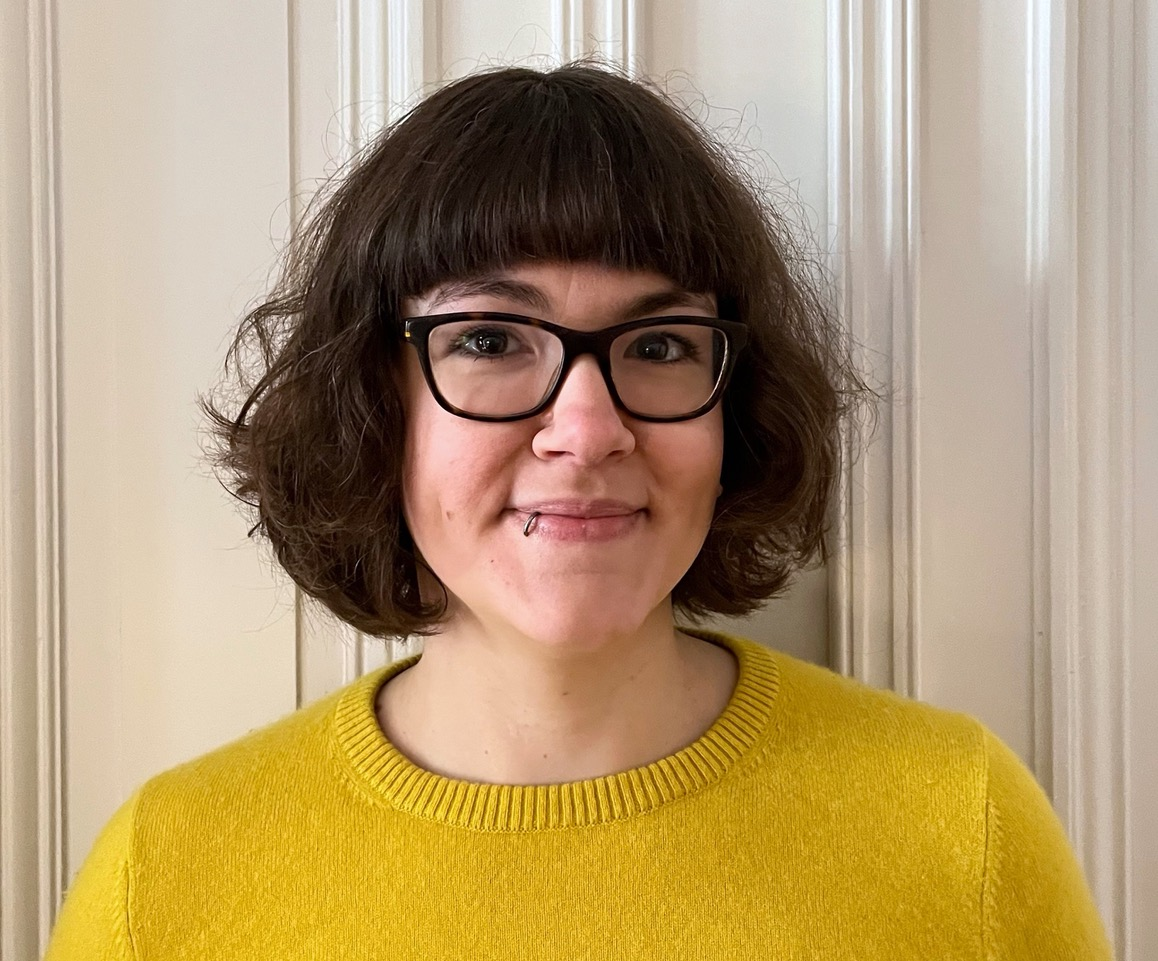
Lisa Kögeböhn (2025)

Kögeböhn studierte Literaturübersetzen in Düsseldorf und Strasbourg. Seit 2010 übersetzt sie Romane und Sachbücher aus dem Englischen, darunter Autoren wie Kevin Kwan, Megan Nolan und Coco Mellors. Sie ist Mitglied im Verband deutschsprachiger Übersetzer literarischer und wissenschaftlicher Werke (VdÜ), organisiert den Literaturübersetzer*innen-Stammtisch in Leipzig und engagiert sich auf Instagram für die Sichtbarkeit ihres Berufs. Sie lebt in Leipzig.

## Übersetzungen

### Belletristik
- Tyler Wetherall. Amphibium. München: dtv 2025.
- Jenny Mustard. Okaye Tage. Köln: Eichborn 2024.
- Coco Mellors. Blue Sisters. Köln: Eichborn 2024.
  - Cleopatra und Frankenstein. Köln: Eichborn 2023.
- Nadia Owusu. Aftershocks. Berlin: Orlanda 2023.
- Megan Nolan. Verzweiflungstaten. Berlin: Blumenbar 2021.
- Freya Sampson. Die letzte Bibliothek der Welt. Köln: DuMont 2021.
- Kate Riordan. Das verborgene Zimmer. Köln: Dumont 2020. (Mit Christiane Sipeer)
- Kevin Kwan. Sex & Vanity. Zürich: Kein&Aber 2020.
  - Crazy Rich Problems. Zürich: Kein&Aber 2020. (Mit Jenny Merling)
  - Crazy Rich Girlfriend. Zürich: Kein&Aber 2019.
- Steven Price. Die Frau in der Themse. Zürich: Diogenes 2019. (Mit Anna-Nina Kroll)
- Tara Sivec. Kiss Me, Stupid. Berlin: Ullstein 2015.
- Edward Rutherfurd. Paris. München: Blessing 2014. (Mit Dietlind Falk)

### Sachbuch
- Elliot Page. Pageboy - Meine Geschichte. Frankfurt: S. Fischer 2023. (Mit Stefanie Frida Lemke und Katrin Harlaß)
- Jamie Margolin. Youth to Power. München: btb 2020. (Mit Annika Klapper)
- Matt Coyne. Schief gewickelt. Papa werden ohne Plan. Berlin: Suhrkamp 2018.
- Tom Michell. Der Pinguin meines Lebens: Die wahre Geschichte einer unwahrscheinlichen Freundschaft. Frankfurt: Fischer Taschenbuch 2016.
- Shaun Usher. More Letters of Note. München: Heyne 2016. (Mit vielen anderen)
  - Lists of Note. München: Heyne 2015. (Mit vielen anderen)
  - Letters of Note. Briefe, die die Welt bedeuten. München: Heyne 2014. (Mit vielen anderen)
- Tom Jones. Over the Top and Back. Die Autobiografie. München: Heyne 2016. (Mit Johanna Wais)
- Bertrand Piccard. Die richtige Flughöhe: Wie wir Ballast abwerfen und ein besseres Leben führen können. München: Piper 2015. (Mit Dietlind Falk)
- Mark Owen, Kevin Maurer. Kein Held für einen Tag. München: Heyne 2014. (Mit Hannes Meyer und Alexandra Hölscher)
- Susan Spencer Wendel, Bret Witter. Bevor ich gehe. Erinnerungen für eine Zukunft ohne mich. München: Heyne 2013. (Mit Dietlind Falk und Johanna Wais)
- Stephen Rebello. Alfred Hitchcock und die Geschichte von Psycho. München: Heyne 2013. (Mit Bernhard Matt und Uli Mayer)
- Rod Stewart. Rod. Die Autobiografie. München: Heyne 2012. (Mit Bernd Gockel, Stefan Rohmig, Björn Ingwersen und Johanna Wais)
- Marian Keyes. Glück ist backbar. München: Heyne 2012.
- Simon Spence. Just Can’t Get Enough. Depeche Mode: Die Biografie. München: Heyne 2011. (Mit Christiane Sipeer)
- Robbie Williams, Chris Heath. You Know Me. München: Heyne 2011.

### Kinder- und Jugendbuch
- Danny Ramadan, Anna Bron. Salma schreibt ein Buch. Leipzig: Orlanda 2025.
  - Bei Salma zu Hause. Berlin: Orlanda 2024.
- Adam Silvera. More Happy Than Not. Zürich: Arctis 2022.

## Auszeichnungen
- 2017, 2020, 2022: Arbeitsstipendien des Deutschen Übersetzerfonds
- 2022: Arbeitsstipendium der VG Wort